# Abisara kausambi
Abisara kausambi is een vlindersoort uit de familie van de prachtvlinders (Riodinidae), onderfamilie Nemeobiinae.
Abisara kausambi werd in 1860 beschreven door C. & R. Felder.